# Lissonota
Lissonota är ett släkte av steklar som beskrevs av Johann Ludwig Christian Gravenhorst 1829. Lissonota ingår i familjen brokparasitsteklar.

## Bildgalleri

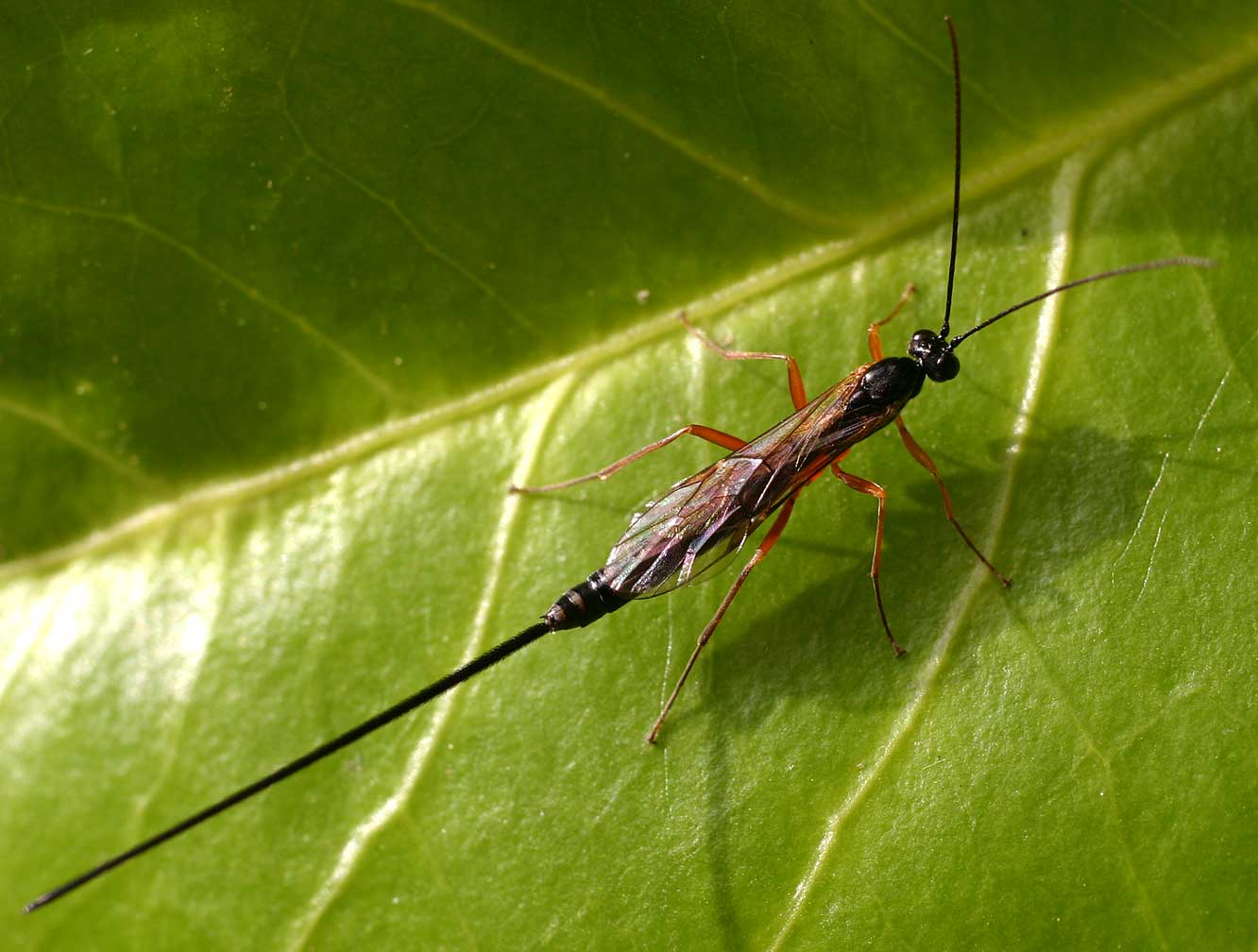
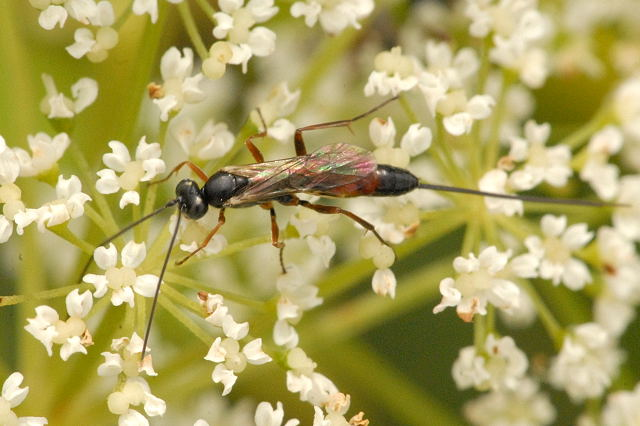
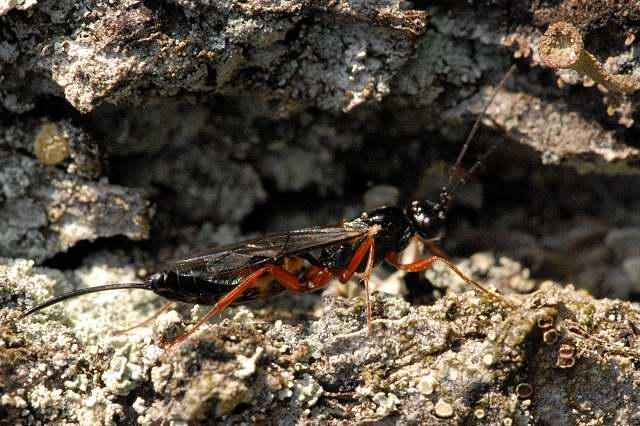
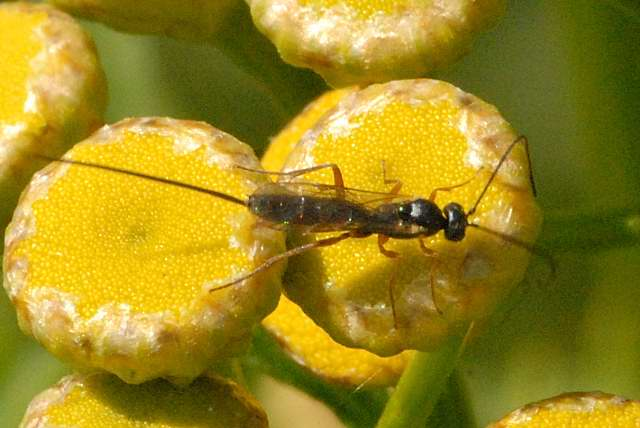
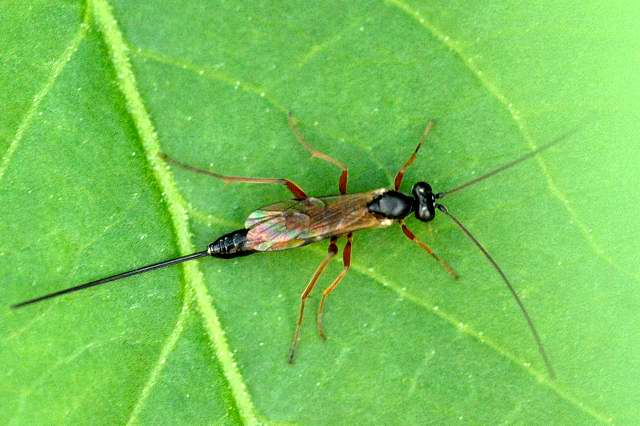
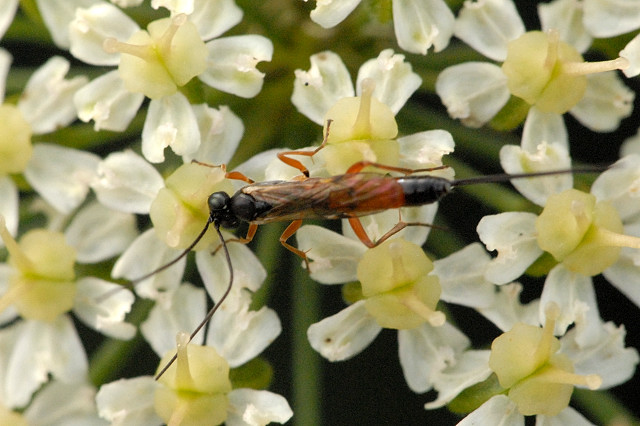

## Dottertaxa tillLissonota, i alfabetisk ordning[1][2]
- Lissonota absenta
- Lissonota accusator
- Lissonota aciculata
- Lissonota acrobasidis
- Lissonota admontensis
- Lissonota adornata
- Lissonota aequalis
- Lissonota albicaudata
- Lissonota albicoxis
- Lissonota albipennis
- Lissonota albivitta
- Lissonota albomaculata
- Lissonota albopicta
- Lissonota aleutiana
- Lissonota alpestris
- Lissonota alpina
- Lissonota alpinicola
- Lissonota alpinistor
- Lissonota alpivagator
- Lissonota alutacea
- Lissonota alveata
- Lissonota amabilis
- Lissonota amatellae
- Lissonota amphithyris
- Lissonota angulata
- Lissonota angusta
- Lissonota anipta
- Lissonota anomala
- Lissonota antennalis
- Lissonota anthophila
- Lissonota aorba
- Lissonota apprima
- Lissonota argiola
- Lissonota aspera
- Lissonota atra
- Lissonota atrella
- Lissonota atrimalis
- Lissonota atropos
- Lissonota aurantia
- Lissonota axillaris
- Lissonota aziba
- Lissonota azteca
- Lissonota babela
- Lissonota balia
- Lissonota barbator
- Lissonota bella
- Lissonota benoiti
- Lissonota bezaga
- Lissonota bicincta
- Lissonota biguttata
- Lissonota bilineata
- Lissonota bipartita
- Lissonota bispota
- Lissonota bistrigata
- Lissonota bivittata
- Lissonota brevipappus
- Lissonota breviseta
- Lissonota breviventris
- Lissonota brunnea
- Lissonota buccator
- Lissonota buolianae
- Lissonota burmensis
- Lissonota busoma
- Lissonota calva
- Lissonota camptoneura
- Lissonota canula
- Lissonota carbonaria
- Lissonota carinulata
- Lissonota castaneae
- Lissonota catamelas
- Lissonota cephalotes
- Lissonota chelata
- Lissonota chinensis
- Lissonota chosensis
- Lissonota clypealis
- Lissonota clypearis
- Lissonota clypeator
- Lissonota coloradensis
- Lissonota compar
- Lissonota complicator
- Lissonota compressa
- Lissonota compta
- Lissonota conferta
- Lissonota conflagrata
- Lissonota confusa
- Lissonota conocola
- Lissonota conulla
- Lissonota coracina
- Lissonota coracinata
- Lissonota costulata
- Lissonota cracens
- Lissonota cracentis
- Lissonota crevieri
- Lissonota cribraria
- Lissonota crudeta
- Lissonota cruentator
- Lissonota cruralis
- Lissonota culiciformis
- Lissonota curticauda
- Lissonota curtiterebra
- Lissonota curtiventris
- Lissonota dakrumae
- Lissonota danielsi
- Lissonota daschi
- Lissonota davisi
- Lissonota densata
- Lissonota depressifronta
- Lissonota deversor
- Lissonota digestor
- Lissonota dineta
- Lissonota disrupta
- Lissonota distincta
- Lissonota dreisbachorum
- Lissonota dubia
- Lissonota dusmeti
- Lissonota elector
- Lissonota electra
- Lissonota elegantissima
- Lissonota elongator
- Lissonota erythrina
- Lissonota eurycorsa
- Lissonota evetriae
- Lissonota excelsa
- Lissonota exculta
- Lissonota exigua
- Lissonota exilis
- Lissonota exophthalmus
- Lissonota extrema
- Lissonota fascipennis
- Lissonota fenella
- Lissonota filiformis
- Lissonota fissa
- Lissonota flavicruris
- Lissonota flavipectus
- Lissonota flavofasciata
- Lissonota flavopicta
- Lissonota flavovariegata
- Lissonota fletcheri
- Lissonota folii
- Lissonota freyi
- Lissonota frontalis
- Lissonota fugata
- Lissonota fulva
- Lissonota fulvicornis
- Lissonota fulvipes
- Lissonota fundator
- Lissonota funebris
- Lissonota fuscifacies
- Lissonota fuscipes
- Lissonota fuscipilis
- Lissonota genator
- Lissonota genoplana
- Lissonota gibboclypeata
- Lissonota giganta
- Lissonota gracilenta
- Lissonota gracilipes
- Lissonota granulata
- Lissonota greeni
- Lissonota gurna
- Lissonota halidayi
- Lissonota hamus
- Lissonota heinrichi
- Lissonota heterodoxa
- Lissonota hilaris
- Lissonota hildae
- Lissonota himachala
- Lissonota histrio
- Lissonota horpa
- Lissonota hortorum
- Lissonota humerella
- Lissonota hungarica
- Lissonota ibericator
- Lissonota imitatrix
- Lissonota impressor
- Lissonota inareolata
- Lissonota inconspicua
- Lissonota inconstans
- Lissonota incrassata
- Lissonota infulata
- Lissonota insita
- Lissonota irrasa
- Lissonota jacobi
- Lissonota jaei
- Lissonota japonica
- Lissonota jonathani
- Lissonota justina
- Lissonota kaiyuanensis
- Lissonota kamathi
- Lissonota kambaitensis
- Lissonota kircosa
- Lissonota kolae
- Lissonota kolpa
- Lissonota kurilensis
- Lissonota laeviceps
- Lissonota laevigata
- Lissonota lathami
- Lissonota laticincta
- Lissonota leionotum
- Lissonota leiponeura
- Lissonota lema
- Lissonota lenis
- Lissonota leptalea
- Lissonota leptura
- Lissonota leucogenys
- Lissonota leucophrys
- Lissonota leucopoda
- Lissonota leucopus
- Lissonota leucoscelis
- Lissonota leurosa
- Lissonota limbata
- Lissonota linearis
- Lissonota lineata
- Lissonota lineolaris
- Lissonota lirata
- Lissonota lissolabis
- Lissonota lissonotator
- Lissonota longigena
- Lissonota longior
- Lissonota longispiracularis
- Lissonota lophota
- Lissonota luffiator
- Lissonota macqueeni
- Lissonota macra
- Lissonota maculata
- Lissonota maculiventris
- Lissonota magdalenae
- Lissonota malaisei
- Lissonota manca
- Lissonota mandschurica
- Lissonota marginata
- Lissonota mediterranea
- Lissonota mesorufa
- Lissonota mexicana
- Lissonota michaelis
- Lissonota microstoma
- Lissonota minuenta
- Lissonota monona
- Lissonota monosticta
- Lissonota morum
- Lissonota muertae
- Lissonota mulleola
- Lissonota multicolor
- Lissonota mutator
- Lissonota neixiangica
- Lissonota nigra
- Lissonota nigricornis
- Lissonota nigricorpa
- Lissonota nigridens
- Lissonota nigromacra
- Lissonota nigrominiata
- Lissonota nigroscutellata
- Lissonota nirna
- Lissonota nishiguchii
- Lissonota nitida
- Lissonota oblongata
- Lissonota obscuripes
- Lissonota obsoleta
- Lissonota occidentalis
- Lissonota ocularis
- Lissonota oculatoria
- Lissonota oncolaba
- Lissonota orophila
- Lissonota otaruensis
- Lissonota pallipleuris
- Lissonota palpalis
- Lissonota parasitellae
- Lissonota parva
- Lissonota paula
- Lissonota peckorum
- Lissonota pectinata
- Lissonota pectinator
- Lissonota penerecta
- Lissonota pentazona
- Lissonota perina
- Lissonota persimilis
- Lissonota perspicillator
- Lissonota petila
- Lissonota petiolata
- Lissonota pevola
- Lissonota philippinensis
- Lissonota picta
- Lissonota picticoxis
- Lissonota pimplator
- Lissonota pinguicula
- Lissonota pleuralis
- Lissonota polonica
- Lissonota populi
- Lissonota posticalis
- Lissonota prionoxysti
- Lissonota pristina
- Lissonota prolixa
- Lissonota proxima
- Lissonota pseudeleboea
- Lissonota punctata
- Lissonota punctipleuris
- Lissonota punctiventrator
- Lissonota punctiventris
- Lissonota punctor
- Lissonota punctulata
- Lissonota purpurea
- Lissonota pygmaea
- Lissonota qilianica
- Lissonota quadrata
- Lissonota quadrinotata
- Lissonota quinqueangularis
- Lissonota rasilis
- Lissonota reniculellae
- Lissonota risola
- Lissonota robusta
- Lissonota roveba
- Lissonota rubida
- Lissonota rubrica
- Lissonota rubricosa
- Lissonota rufescens
- Lissonota rufina
- Lissonota rufipes
- Lissonota rufitarsis
- Lissonota rugosa
- Lissonota rushi
- Lissonota russata
- Lissonota russula
- Lissonota rusticator
- Lissonota sahlbergi
- Lissonota sakala
- Lissonota salubria
- Lissonota samuelsoni
- Lissonota sapinea
- Lissonota sardanator
- Lissonota saturator
- Lissonota saxenai
- Lissonota scabra
- Lissonota scabricauda
- Lissonota schmiedeknechti
- Lissonota scutellaris
- Lissonota sector
- Lissonota segnis
- Lissonota semirufa
- Lissonota semitropis
- Lissonota serrulota
- Lissonota setosa
- Lissonota sevina
- Lissonota sexcincta
- Lissonota shenefelti
- Lissonota sheni
- Lissonota silvatica
- Lissonota spilocephala
- Lissonota spilostethus
- Lissonota stenops
- Lissonota stenostoma
- Lissonota sternalis
- Lissonota stigmator
- Lissonota striata
- Lissonota striatopetiolata
- Lissonota stygialis
- Lissonota subaciculata
- Lissonota subcalva
- Lissonota subnodifer
- Lissonota subnuda
- Lissonota sulcula
- Lissonota superbator
- Lissonota szepligetii
- Lissonota tacnaensis
- Lissonota taeniata
- Lissonota tanyterebrata
- Lissonota tarsata
- Lissonota tauriscorum
- Lissonota tegularis
- Lissonota temporalis
- Lissonota tenebrosa
- Lissonota tenerrima
- Lissonota tenuipes
- Lissonota terebrans
- Lissonota tergolata
- Lissonota tetrazona
- Lissonota thuringiaca
- Lissonota tincta
- Lissonota tinctibasis
- Lissonota tostada
- Lissonota transsylvanica
- Lissonota transversostriata
- Lissonota trichota
- Lissonota trifasciola
- Lissonota tristis
- Lissonota trochanterator
- Lissonota ulbrichtii
- Lissonota uncata
- Lissonota ustulata
- Lissonota variabilis
- Lissonota vebena
- Lissonota veris
- Lissonota versicolor
- Lissonota vidua
- Lissonota vincta
- Lissonota xanthofacia
- Lissonota xanthomus
- Lissonota xanthophrys
- Lissonota xanthopyga
- Lissonota xuthosoma
- Lissonota zonalis